# Hifu
Hifu (被風, 被布, 披風 Hifu)被風, 被布, 披風) là loại áo khoác truyền thống mặc ngoài kimono. Vào khoảng cuối thời kỳ Edo (1603–1867), nó được dùng làm trang phục cho nam giới thuộc các ngành nghề văn hóa như chajin (giáo viên trà đạo) và haijin (nhà thơ haiku). Về sau nó mới được dùng làm trang phục cho phụ nữ. Sodenashi hifu là một loại áo không tay và là trang phục cho trẻ em, trong khi loại hifu dài tay thường được mặc bởi người trưởng thành. Loại hifu cộc tay này được sử dụng như một loại áo khoác, tránh cho lớp áo bên trong khỏi bị bẩn, trong khi loại hifu dài tay thường được mặc để giữ ấm.Hifu không có tay áo thường được xem như một phần trong bộ quần áo truyền thống của trẻ em vào dịp Shichi-Go-San.

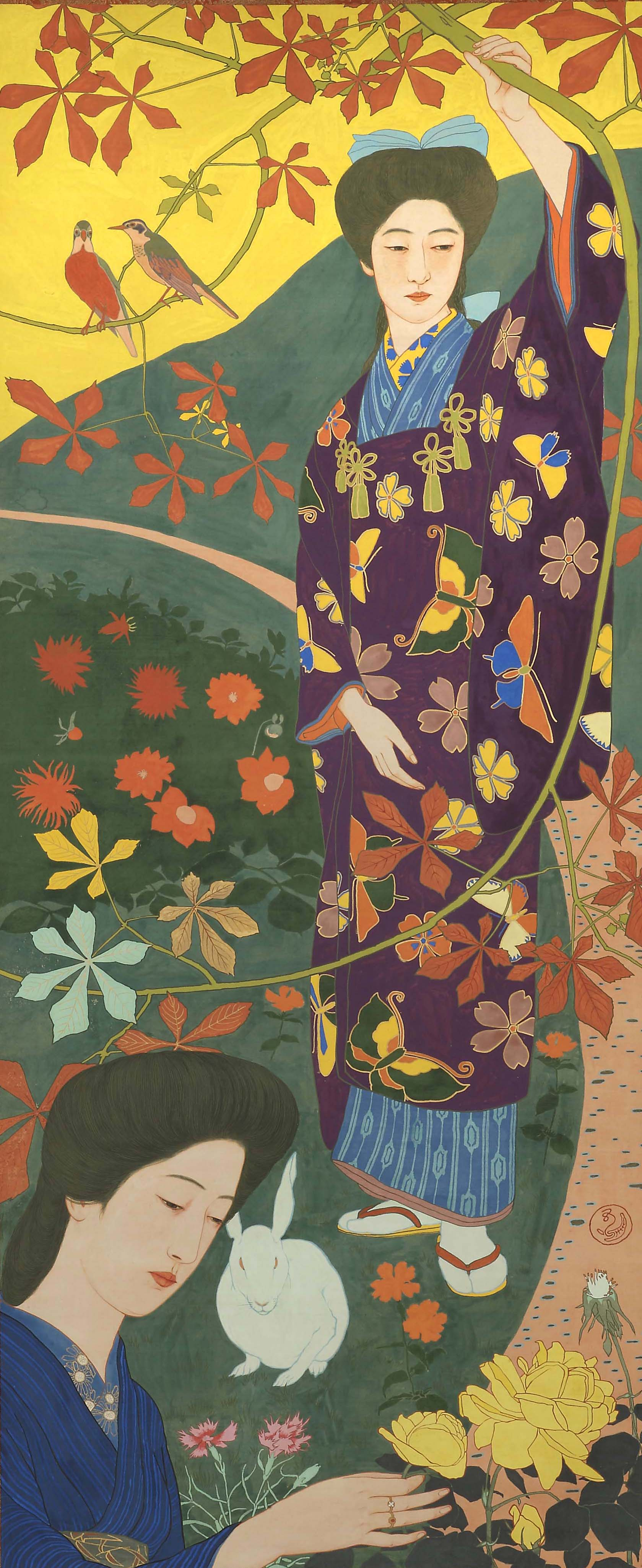
Tranh vẽ phụ nữ mặc Hifu, 1912.

Hifu cũng là nguồn gốc của chiếc áo khoác kimono hiện nay.

## Kết cấu

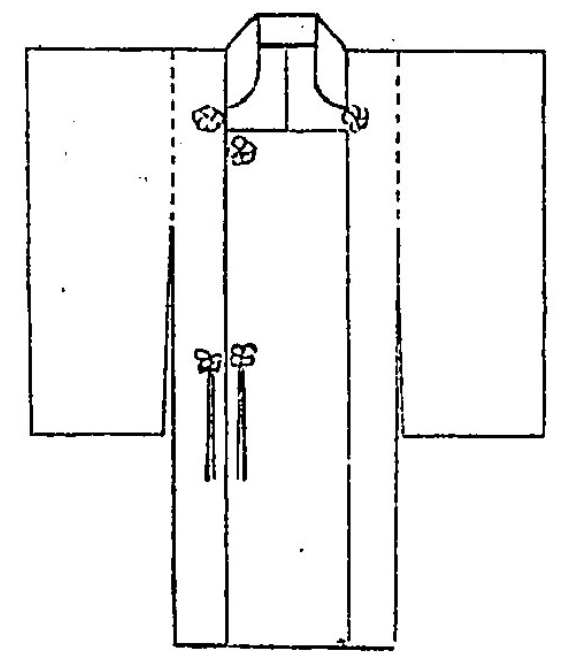
Bản vẽ của Hifu

Hình dáng và cách sử dụng của hifu có nét tương đồng với haori (áo khoác dài mặc ngoài kimono). Tuy nhiên, không giống như haori, hifu là áo khoác có thêm hai hàng khuy; các lớp vải phía trước đủ rộng để che toàn bộ ngực và chúng sẽ được buộc (hoặc cài nút)  ở vai. Hifu có cổ áo phẳng và đường viền cổ áo hình vuông ( còn gọi là banryo ), thay vì cổ áo tròn (gọi là marukubi ).  Người mặc có thể đệm cho hifu một lớp vải đệm để tăng thêm độ ấm. 
Hifu được ưa chuộng là loại thường được làm từ rinzu (lụa sa tanh có hình của Nhật Bản) và được buộc bằng dây lụa bện thành nút có hình hoa cúc . Chúng được trẻ nhỏ mặc vào dịp lễ Shichi-Go-San, như một phần của trang phục chính thức nhằm cầu mong điều tốt lành.